# Huernia zebrina
Die Huernia zebrina ist eine Pflanzenart aus der Unterfamilie der Seidenpflanzengewächse
(Asclepiadoideae) in der Familie der Hundsgiftgewächse (Apocynaceae). Sie stammt aus dem südlichen Afrika und ist wegen ihrer auffälligen Blüten als Zimmerpflanze in Kultur.

## Verbreitung
Das natürliche Verbreitungsgebiet der Huernia zebrina erstreckt sich im südlicheren Afrika über Namibia, Botswana, Simbabwe, Mosambik, Eswatini sowie die nördlichen Provinzen Südafrikas bis nach Mpumalanga und KwaZulu-Natal.

## Beschreibung
Wie bei allen Vertretern der Gattung Huernia handelt es sich um eine sukkulente Pflanze. Die niedrigen Stämmchen werden höchstens 15 cm hoch und erreichen bis 2 Zentimeter Durchmesser. Die sternförmige Blüte hat einen Durchmesser von etwa 6 bis 7 Zentimetern; bei der großblütigeren Unterart Huernia zebrina subsp. magniflora auch bis 8,5 cm. Sie ist cremefarben mit roten bis purpurroten Streifen und Linien, mit fünf dreieckigen, stark quergestreiften, kastanienbraunen Kronzipfeln. In der Mitte der Blütenkrone sitzt ein erhabener roter Kreisring (Corolla). Die Blüte wirkt durch ihre glänzende Oberfläche plastikartig künstlich.

## Nutzung
Huernia zebrina ist wegen ihrer hübschen Blüten als Zimmerpflanze in Kultur. Sie benötigt zum Gedeihen Wintertemperaturen über 10 °C. Die Vermehrung kann mit Stecklingen aus Stammstückchen oder über Samen erfolgen.

## Systematik
Die Erstbeschreibung durch den englischen Botaniker Nicholas Edward Brown wurde 1909 in der Flora capensis von William Turner Thiselton-Dyer veröffentlicht.
Folgende Unterarten können unterschieden werden:
- Huernia zebrina subsp. zebrina (Syn.: Huernia zebrina subsp. magniflora (Phillips) L.C.Leach): Sie kommt vom südlichen Simbabwe bis Südafrika vor.[2]
- Huernia zebrina subsp. insigniflora (C.A.Maass) Bruyns (Syn.: Huernia insigniflora C.A.Maass): Sie kommt im nördlichen Südafrika vor.[2]